# Ricardo Jorge Rodrigues Pessoa
Ricardo Jorge Rodrigues Pessoa (Évora, 5 de fevereiro de 1982), conhecido por Ricardo Pessoa, é um treinador de futebol e ex-futebolista português.

## Carreira
Nascido em Évora, cresceu em Vendas Novas onde em 1991 integrou as camadas jovens do Estrela F.C. Em 1995 revelou capacidades que o fizeram ingressar nas escolas do Vitória F.C., tendo-se estreado como sénior pela mão de Luís Campo na 1.ª Divisão de 2001/2002, numa partida frente ao Paços de Ferreira. 
Na temporada 2003/2004, com Carlos Carvalhal, afirma-se como titular absoluto no lado direito da defesa do Vitória sadino, tendo vencido a Taça de Portugal na época 2004/2005.
Em 2005, transfere-se para o Portimonense, então na II Liga, clube onde ser manteria praticamente até ao final da carreira, salvo uma época de empréstimo ao Moreirense em 2012/2013. Com o clube algarvio subiu à Primeira Liga em 2010.Tornou-se, de longe, o jogador com mais partidas disputadas na história do Portimonense com 426 jogos. É ainda o terceiro jogador com mais golos na história do clube, feito notável para um defesa.

## Como Treinador

### Portimonense
Em 2018, após a retirada integra a equipa técnica de António Folha no Portimonense, tendo permanecido como adjunto até 2022, altura em que se lança como treinador principal.

### Lusitânia dos Açores
Em 2022 pega na equipa Terceirense do Lusitânia dos Açores e leva os angrense até à Liga 3 em apenas 2 épocas, vencendo o Campeonato dos Açores em 2022/23.

### Portimonense
No início da época 2024/25 o Portimonense tinha acabado de descer à II Liga e arrancou com uma fraca prestação de 2 empates e 1 derrota, sob o comando de Sérgio Vieira. Ricardo Pessoa é então contratado tendo conseguido assegurar a manutenção do Portimonense no segundo escalão.

### Lusitano de Évora
Após a saída de Pedro Russiano do Lusitano para o Penafiel, Ricardo Pessoa foi o treinador escolhido pela direção do clube alentejano para disputar a Liga 3 pela primeira vez na história do clube.